# Francis Amuzu
Francis Apelete Amuzu (Acra, 23 de agosto de 1999) es un futbolista ghanés, nacionalizado belga, que juega en la demarcación de delantero para el Grêmio del Campeonato Brasileño de Serie A.

## Biografía
Tras empezar a formarse como futbolista con el R. S. C. Anderlecht, finalmente subió al primer equipo en la temporada 2017-18, haciendo su debut el 21 de enero de 2018 en un encuentro de la Primera División de Bélgica contra el K. R. C. Genk sustituyendo a Pieter Gerkens en el minuto 64, encuentro que finalizó con un resultado de 0-1 a favor del conjunto de Anderlecht. Ese fue el primero de los 251 partidos que jugó antes de ser traspasado en febrero de 2025 al Grêmio.

## Clubes
| Club                | País    | Año       | Partidos | Goles |
| ------------------- | ------- | --------- | -------- | ----- |
| R. S. C. Anderlecht | Bélgica | 2017-2025 | 251      | 28    |
| Grêmio              | Brasil  | 2025-     | 16       | 1     |